# راجر استانیسولوس
راجر استانیسولوس (انگلیسی: Roger Stanislaus؛ زادهٔ ۲ نوامبر ۱۹۶۸) بازیکن فوتبال اهل بریتانیا است.
از باشگاه‌هایی که در آن بازی کرده‌است می‌توان به باشگاه فوتبال لیتون اورینت، باشگاه فوتبال بری، باشگاه فوتبال پیتربورو یونایتد، باشگاه فوتبال برنتفورد، و باشگاه فوتبال آرسنال اشاره کرد.